# Dioctria stigmatizans
Dioctria stigmatizans là một loài ruồi trong họ Asilidae. Dioctria stigmatizans được Fabricius miêu tả năm 1805. Loài này phân bố ở vùng nhiệt đới châu Phi.